# Hygrohypnum closteri
Hygrohypnum closteri är en bladmossart som beskrevs av Abel Joel Grout 1910. Hygrohypnum closteri ingår i släktet bäckmossor, och familjen Amblystegiaceae. Inga underarter finns listade i Catalogue of Life.